# Олтра (Белуно)
Олтра (итал. Oltra) је насеље у Италији у округу Белуно, региону Венето.
Према процени из 2011. у насељу је живело 62 становника. Насеље се налази на надморској висини од 450 м.